# 小米手机1
小米手机1是一款由小米科技研发、由英华达和富士康代工制造的MIUI（基于Android）平台智能手机。该手机首次亮相于2011年8月16日的小米科技北京发布会上，小米科技董事长雷军主持了发布会，并称小米手机为“全球最快”的智能手机。

## 手机特点
小米手机1作为一款中国国产智能手机，在发布之后就受到了很多中国媒体的关注。官方称小米手机是中国首款双核1.5G智能手机，采用Qualcomm Snapdragon MSM8260双核处理器，也是当时全球主频最高的智能手机。官方数据称，该款手机的待机时间可达450小时，通话时间达15个小时。

## 发布会
- 2011年8月16日下午2:30于北京798艺术中心D-PARK中央大厅公开发布。

- 2011年9月5号开放预定，34个小时预定达到32万部，最终出货21.5万部[3]。

## 公开发售
- 2011年12月18日，进行公开官网以人民幣1999元发售，首日发售三小时后宣布官网预定量已达10万部，而后又关闭官网预定，引发不少“米粉”（支持者）的不满。

- 2011年12月20日，推出中国联通定制版小米手机，传闻联通给小米订制超过一百万部。但据联通透露，百万级别仅仅是销售框架，联通首批只支付了8万部的定金，是否继续采购将视销售情况决定[4]。

- 2012年1月4日，第二轮发售，10万部小米手机在三个半小时内售罄，官方宣布将在1周内完成发货。

- 2012年1月11日，第三轮发售，50万部小米手机全部售罄。

- 2012年2月16日，小米以抽奖形式发布1000部中国电信首发纪念版双模小米手机，预定人数超过92万[5]。

- 2012年3月15日，小米公司宣布在4月6日发售10万部小米手机，电信定制版和普通版各5万部。

- 2012年4月6日，小米手机新一轮10万部于在下午3点开放预订，截止到4月6日下午3点6分5秒，仅仅6分5秒小米手机新一轮10万部已经售罄，共预订101198部[6]。

- 2012年6月7日，小米手机开始全日24小时不限量开放购买。

- 2012年6月12日，小米CEO雷军宣布，小米手机已经售出300万部[7]。

- 2012年9月28日，小米CEO雷军宣布，小米手机1已经售出400万部。

## 质疑
小米手机1的销量数据完全由小米科技自行公布。根据小米主要配送方如风达快递的数字推算，小米手机从发货起三个月内配送不超过9万部，与宣称完成配送的约30万部存在巨大出入。虽然小米手机线上销售数字庞大，线下的联通营业厅却乏人问津，第三轮发售前全国平均每日销量不到1000部。
小米手机1的续航时间同样受到质疑。与官方宣传相反，搜狐数码的测试表明，一般使用的情况下一块电池很难撑过1日，甚至不到12小时就需要充电，其拍摄功能也亟需改进，有时会出现白平衡不准和眩光问题，而且暗部噪点比较严重，稳定性也需要提升。

## 外部連結
- 小米手机官方主页 （页面存档备份，存于）